# Leptomys
Leptomys — рід мишоподібних гризунів родини мишеві (Muridae).

## Опис
Досягають довжини тіла від 12 до 18 сантиметрів, хвіст від 13 до 16 см, а вага становить від 60 до 120 грамів. Їх хутро червонувато-коричневого кольору на спині, плечі та стегна яскраво-червоні. Щоки, внутрішні сторони кінцівок і живіт білуваті. Хвіст із дрібними лусками.

## Поширення, екологія
Це рід гризунів з Нової Гвінеї. Ці гризуни живуть у лісах і чагарникових землях на висотах до 1800 метрів над рівнем моря. Вони харчуються комахами та іншими дрібними тваринами.